# Fujiwara no Otsugu
Fujiwara no Otsugu (藤原 緒嗣?   774-22 de agosto de 843) fue un cortesano, estadista y editor japonés que vivió a inicios del período Heian. Fue miembro del poderoso clan Fujiwara, específicamente de la rama Shikike, y fue hijo mayor del sangi Fujiwara no Momokawa. Se le acredita como uno de los colaboradores que compiló el Nihon Kōki, texto histórico oficial de la época.

## Biografía
En 788 ingresó a la Corte Imperial, durante el reinado del Emperador Kanmu y fue nombrado udoneri (oficial del Nakatsukasa-shō, ministerio de asuntos internos) con rango de cortesano shōrokui superior. En 791 fue promovido al rango jugoi inferior y nombrado jijū (chambelán del Kurōdo-dokoro). Luego en 793 fue transferido como Konoefu (guardia de palacio). En el año 796 fue nombrado vicegobernador de la provincia de Hitachi, y luego transferido al Emonfu (guardia de fronteras). En 797 fue ascendido a los rangos shōgoi inferior y luego al jushii inferior, además fue nombrado vicegobernador de la provincia de Izumo. Finalmente, en 802 fue nombrado sangi.
En 804 fue designado vicegobernador de la provincia de Yamashiro y en 806 como vicegobernador de la provincia de Tajima, además de ser promovido al rango jushii superior. En 808 ascendió al rango shōshii inferior, en 810 fue nombrado vicegobernador de la provincia de Mino y en 812 como vicegobernador de la provincia de Ōmi. En 815 ascendió al rango jusanmi, convirtiéndose en un cortesano de clase alta.
En 817 fue nombrado chūnagon del Emperador Saga y en 818 se le ascendió al rango shōsanmi. En 821 se le nombró Dainagon (gran consejero) y en 823 ascendió al rango junii. En 825 fue designado Udaijin y en 832 fue ascendido como Sadaijin (ministro superior) del Emperador Junna y del Emperador Ninmyō. En 833 fue ascendido al rango shōnii.
En 840, completó el Nihon Kōki (日本後紀?), un texto histórico de 40 volúmenes con crónicas sobre la historia de Japón, entre los años 793 y 833; obra realizada junto con Fujiwara no Fuyutsugu. Posteriormente, se convirtió en el tercer tomo del Rikkokushi, una de las seis historias nacionales de Japón que abarcó hasta el año 887.

## Genealogía
Según el Sonpi Bunmyaku, Otsugu tuvo como hijos a los cortesanos Fujiwara no Ieo, Fujiwara no Harutsu, Fujiwara no Motoo y Fujiwara no  Tadamune, así como dos hijas.